# World Club Challenge 2012
El World Club Challenge de 2012 fue la vigésima edición del torneo de rugby league más importante de clubes a nivel mundial.

## Formato
Se enfrentan los campeones del año anterior de las dos ligas más importantes de rugby league del mundo, la National Rugby League y la Super League.

## Participantes
| Liga                       | Ganador                    |
| -------------------------- | -------------------------- |
| National Rugby League 2011 | Manly-Warringah Sea Eagles |
| Super League XVI           | Leeds Rhinos               |

## Encuentro
| 22 de febrero de 2012 | Leeds Rhinos | 26 - 12 | Manly-Warringah Sea Eagles | Headingley Rugby Stadium, Leeds |  |
|                       |              |         |                            | Asistencia: 21 062 espectadores |  |

| Bandera de Inglaterra |
| Campeón Leeds Rhinos  |
| Tercer título         |